# イルザト・アフメトフ
イルザト・トグロコヴィチ・アフメトフ（Ilzat Toglokovich Akhmetov, 1997年12月31日 - ）は、キルギス・ビシュケク出身のサッカー選手。FCクラスノダール所属。ロシア代表。ポジションはミッドフィールダー。

## 経歴

### クラブ
キルギスの首都ビシュケクで生まれ、11歳でロシアのサッカーアカデミーへ加入するため移住。2013年からFCルビン・カザンの下部組織に所属。
2014年7月18日、ロシア3部リーグに所属するセカンドチームのFCルビン-2・カザンに帯同し、FKシズラン戦にて先発フル出場を果たしプロデビュー。その後トップチームに昇格し、10月20日のFCモルドヴィア・サランスク戦でロシア・プレミアリーグ初出場を果たした。
2018年7月26日、PFC CSKAモスクワに4年契約で移籍した。
2022年7月7日、FCクラスノダールに移籍した。

### 代表
2018年11月、ロシア代表に初招集されたが、負傷のため招集を辞退。
2019年3月21日、UEFA EURO 2020予選のベルギー戦で代表デビューを果たした。